# Hotelsuite
Hotelsuite is een single van de Nederlandse zanger Nielson en eveneens Nederlandse rapper Jiggy Djé uit 2016. Het stond in hetzelfde jaar als vierde track op de album Weet je wat het is van Nielson.

## Achtergrond
Hotelsuite is geschreven door Niels Littooij, Don Zwaaneveld, Lodewijk Martens, Vincent Patty en Matthijs de Ronden en geproduceerd door Lodewijk Martens. Het nummer gaat over een ontmoeting van een man en vrouw in een hotellobby, waarna ze beide naar hun naast elkaar gelegen kamers gaan. De man vraagt zich op zijn kamer af wat hij moet doen om haar nog een keer te kunnen zien. Het lied stond in de Nederlandse Top 40 hoger dan in de Single Top 100, een 36e plek ten opzichte van een 59e positie. In Vlaanderen kwam het niet hoger dan de 36e plek in de Ultratip 100.